# Plumelec
Plumelec (bretonisch: Pluveleg; Gallo: Plumeléc) ist eine französische Gemeinde mit 2.730 Einwohnern (Stand 1. Januar 2022) im Département Morbihan in der Region Bretagne. Die Einwohner der Gemeinde werden  Méléciens  genannt.

## Lage
Plumelec liegt im südlichen Teil der Bretagne im Zentrum des Départements Morbihan und gehört zum Pays de Pontivy.
Nachbargemeinden sind Billio und Cruguel im Norden, Lizio im Nordosten, Sérent im Osten, Trédion im Süden, Plaudren im Südwesten und Westen sowie Saint-Jean-Brévelay im Nordwesten.
Der Fluss Claie ist das Hauptgewässer der Gemeinde. Entlang des Flusses verläuft teilweise die Gemeindegrenze. Im Norden entspringt das Flüsschen Sédon.
In Plumelec kreuzen sich zahlreiche Straßen. Wichtigste regionale Verkehrsverbindungen sind die D126 von Vannes nach Josselin und die D778 von Vannes über Saint-Jean-Brévelay nach Josselin.

## Bevölkerung
| Jahr      | 1962 | 1968 | 1975 | 1982 | 1990 | 1999 | 2006 | 2019 |
| Einwohner | 2529 | 2498 | 2410 | 2355 | 2343 | 2337 | 2531 | 2679 |

## Geschichte
Der Ortsteil Locmaria wurde im Jahr 1115 in einem Dokument des Benediktinerklosters von Saint-Sulpice als dessen Besitz erwähnt. Plumelec selber wurde im Jahr 1426 erstmals unter dem Namen Ploemellec erwähnt. Die Gemeinde gehörte zur bretonischen Region Bro-Gwened (frz. Vannetais) und innerhalb dieser Region zum Gebiet Reter Bro Gwened (frz. Vannetais oriental) und teilt dessen Geschichte. Von 1801 bis zu dessen Auflösung am 10. September 1926 gehörte Plumelec zum Arrondissement Ploërmel. Von 1793 bis zu dessen Auflösung 1801 bildete Plumelec einen eigenen Kanton.

## Sehenswürdigkeiten

### Schlösser und Herrenhäuser
- Château de Callac, Schloss aus dem 15. Jahrhundert
- Manoir de La Saudraie, ein Herrenhaus des 16. Jahrhunderts
- Manoir de Kerangat, ein Herrenhaus des 15. Jahrhunderts
- Manoir de Cadoudal

### Kirchen
- Ancienne Église Saint Melec, die aus dem 15. Jahrhundert stammende Kirche wurde im Jahr 1890 zerstört
- Église Sacré-Cœur, 19. Jahrhundert
- Église Notre Dame, 19. Jahrhundert
- Église Saint-Maurice (im Weiler Saint-Aubin), 15. Jahrhundert

### Kapellen
- Chapelle Saint-Maudé, Kapelle aus dem 15. Jahrhundert
- Chapelle de Callac, Kapelle aus dem 19. Jahrhundert
- Chapelle Notre-Dame-de-Lorette, Kapelle aus dem 17. Jahrhundert
- Chapelle de Tolcoetmeur, Kapelle aus dem 17. Jahrhundert
- Chapelle Saint-Joseph, Kapelle aus dem 19. Jahrhundert

### Weitere Sehenswürdigkeiten
- ein 1950–1958 errichteter Kreuzweg mit 51 Statuen und Lourdes-Grotte in Callac
- Propstei Saint-Julien de Cadoudal aus dem Jahr 1337
- Der Menhir Quenouille de Gargantua steht im Wald bei La Croix Peinte, westlich, nahe der Straße D126 südlich von Plumelec.
- Der Dolmen Roche de Migourdy liegt von Bäumen und Unterholz bedeckt, südlich von Plumelec.

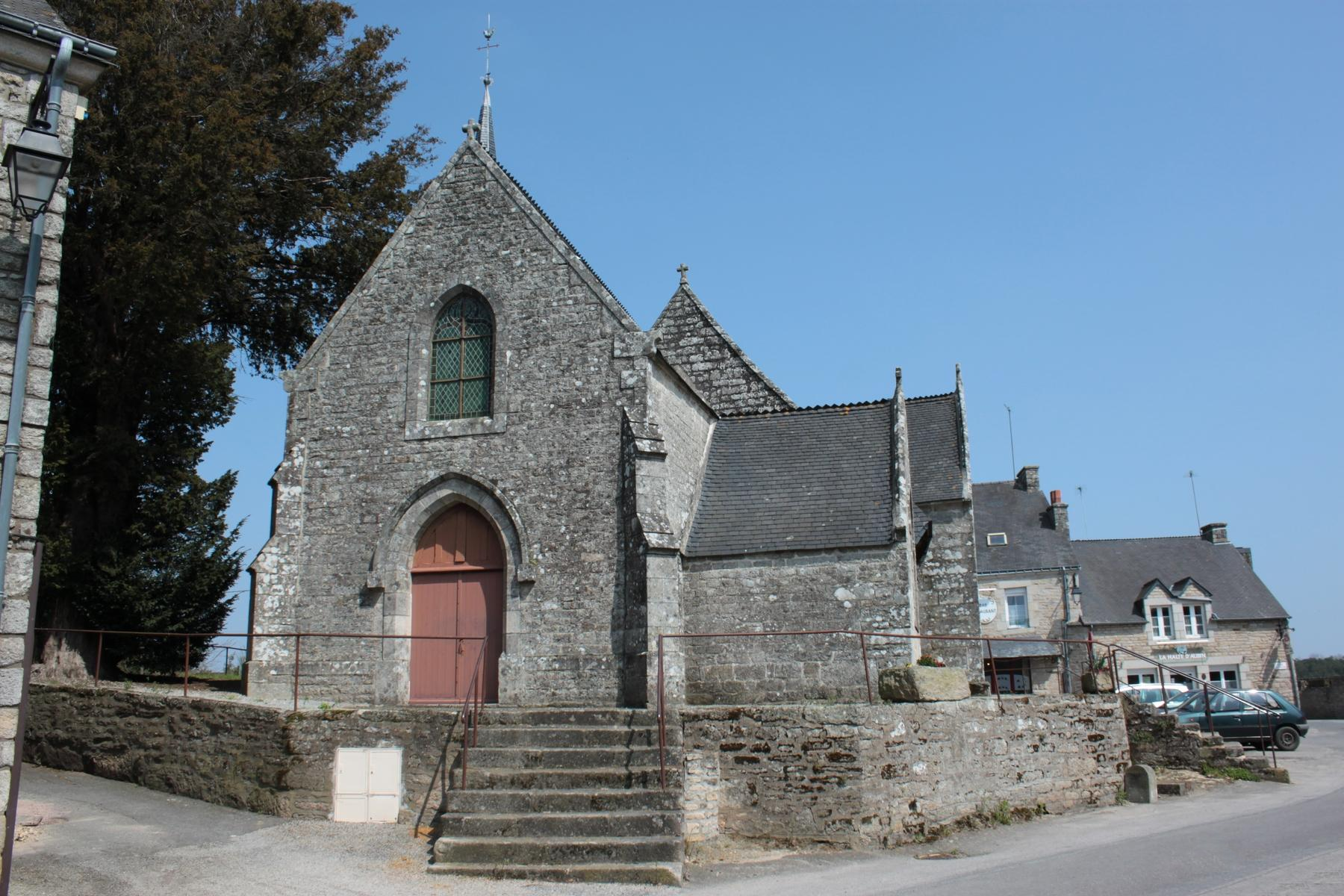
Kirche Saint-Maurice in Saint-Aubin
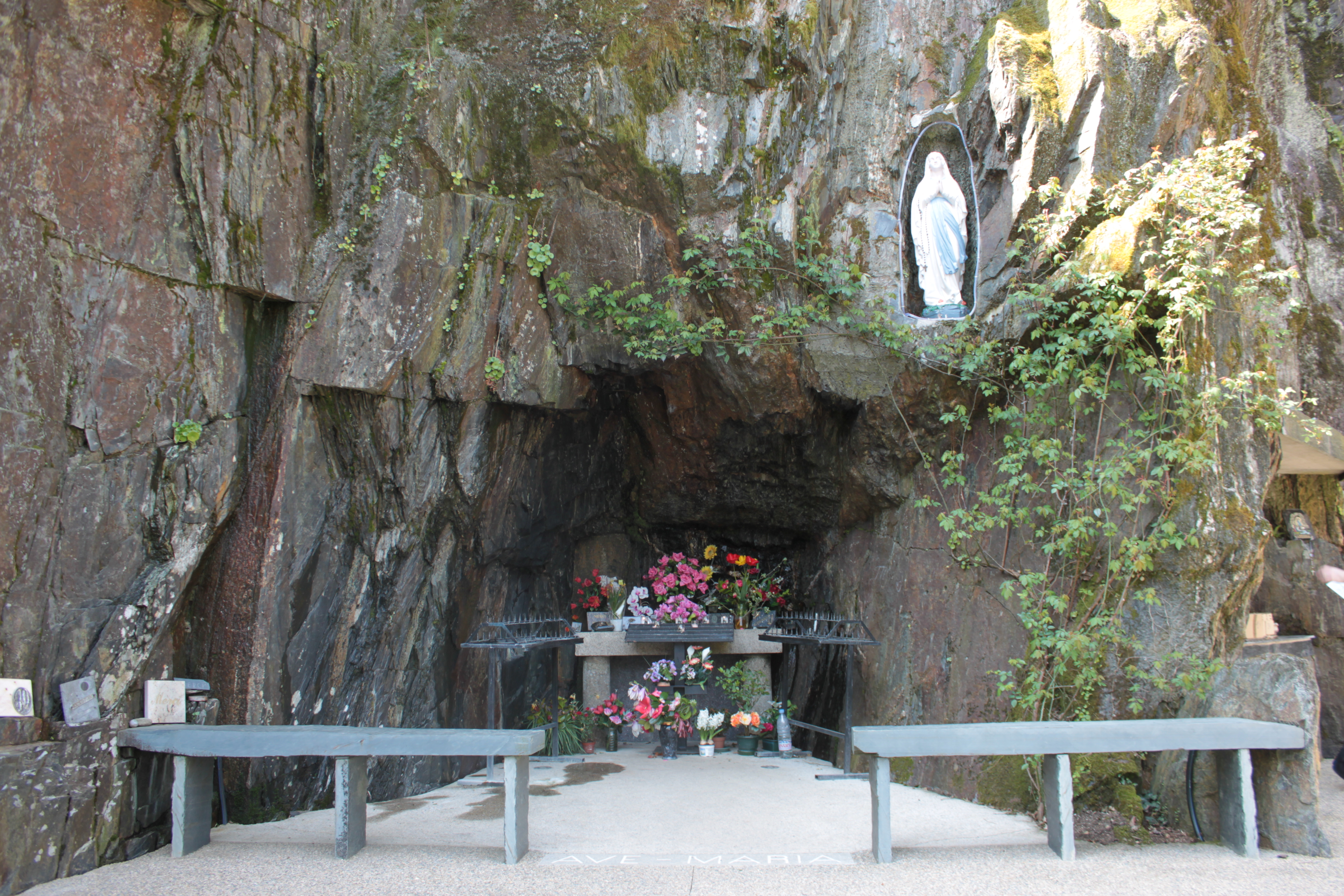
Lourdes-Grotte von Callac
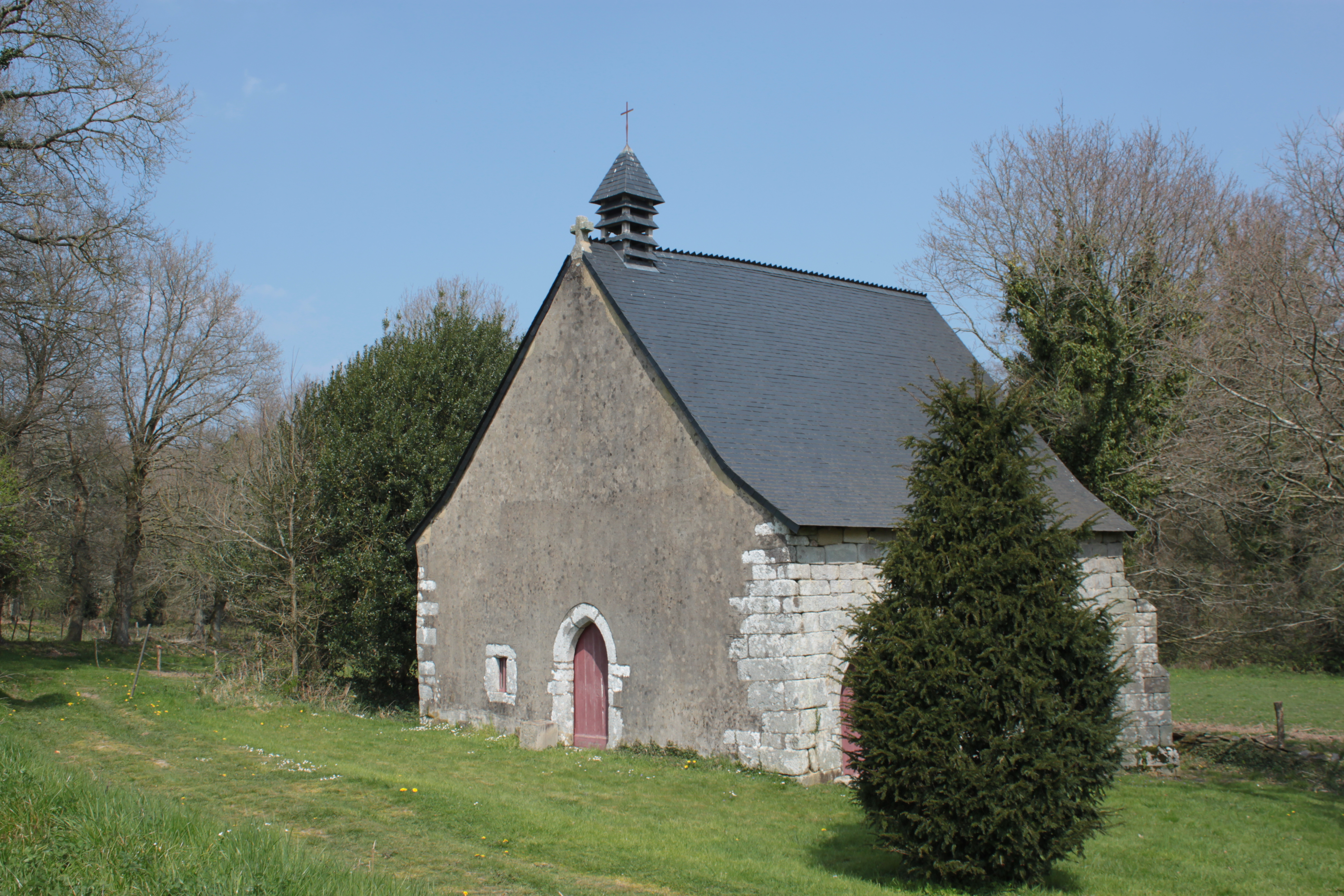
Kapelle Saint-Maudé
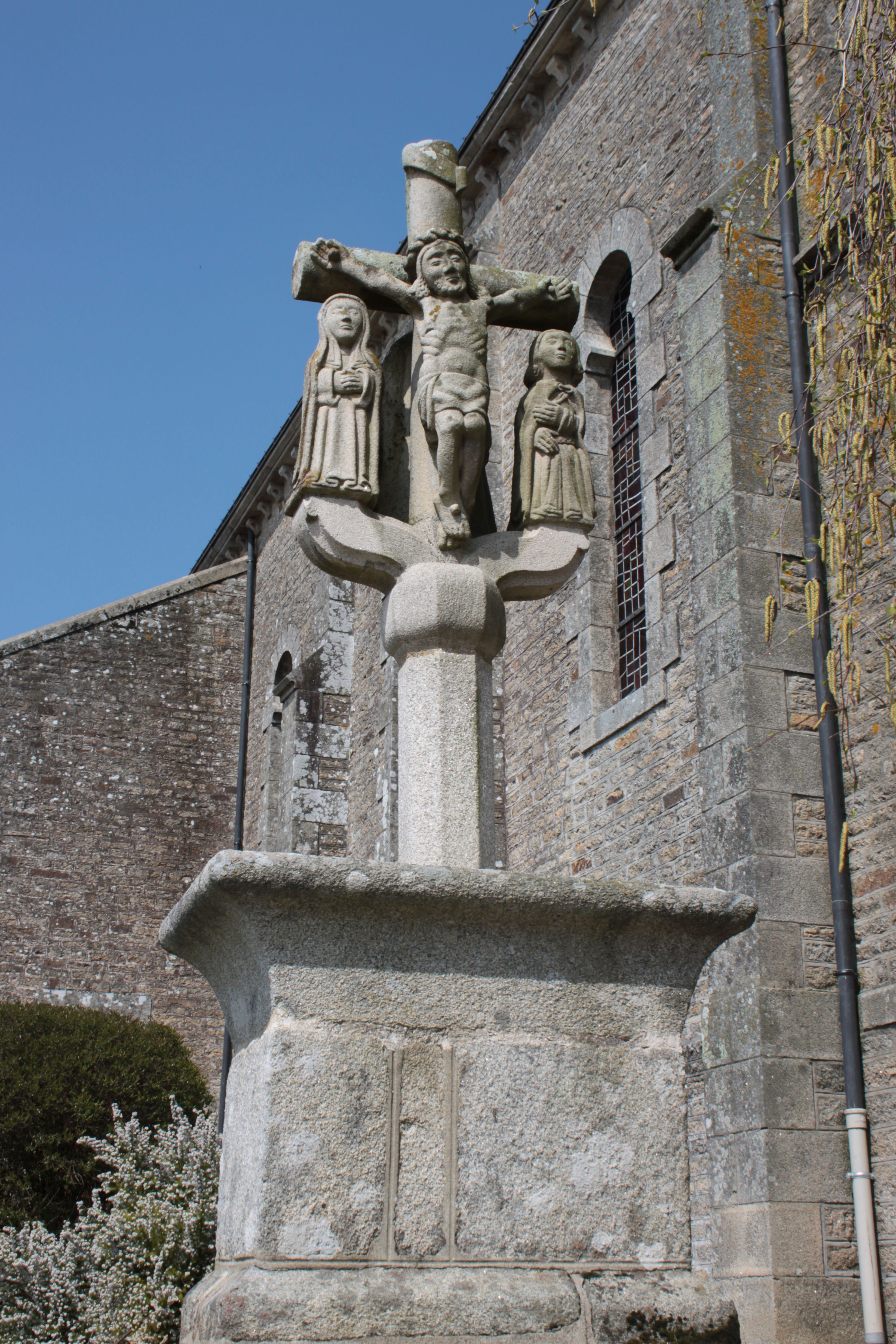
Kalvarienberg in Callac
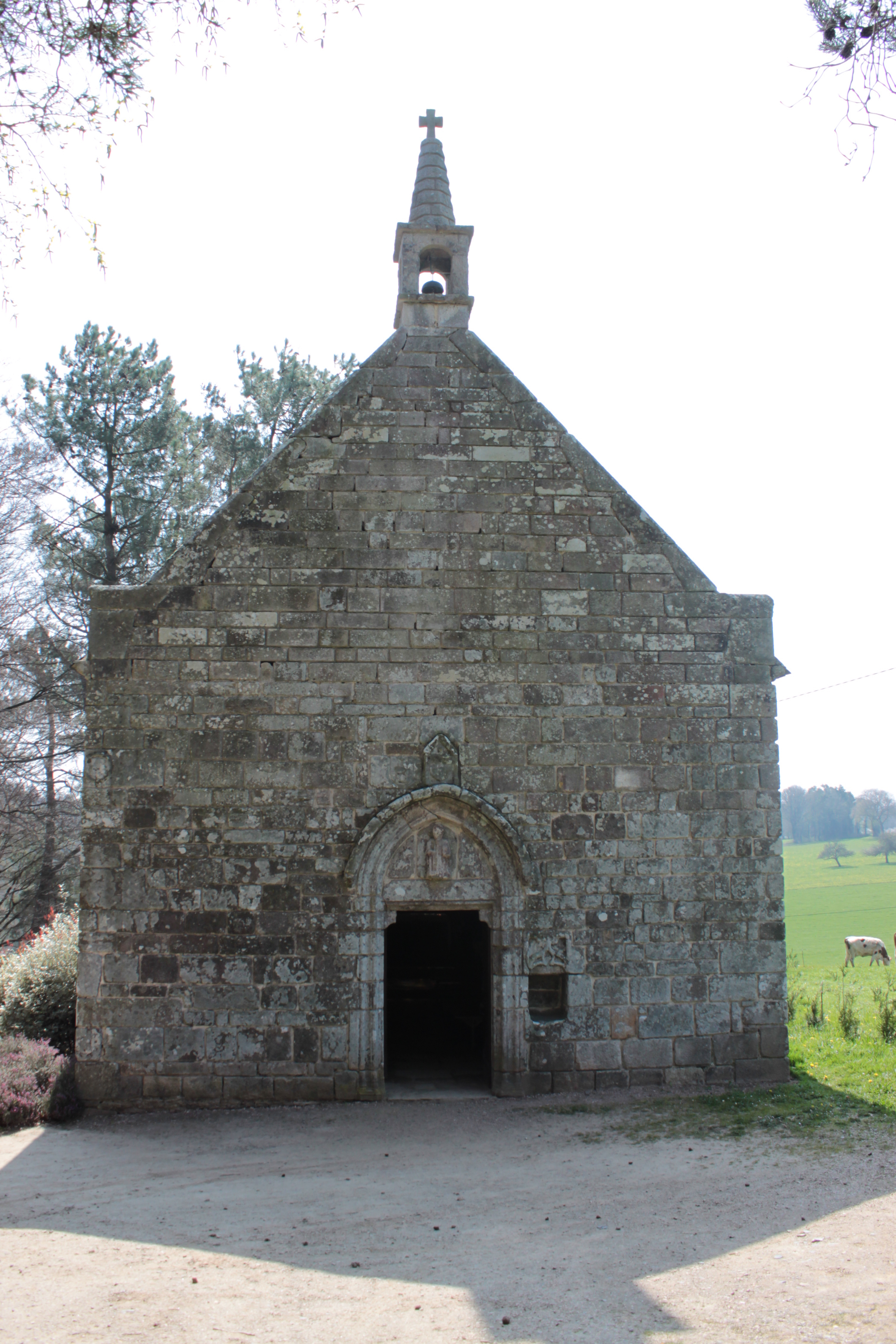
Kapelle Saint-Joseph in Callac

## Sport
In den Jahren 1982, 1985, 1997 und 2008 war Plumelec mit der Côte de Cadoudal Etappenort der Tour de France. Im Jahr 2015 war Plumelec Etappenort eines Mannschaftszeitfahrens. Zudem war Plumelec Austragungsort der Straßenradsport-Europameisterschaften 2016.